# 高为炳
高为炳（1925年—1994年），男，河南卫辉人，中国自动控制专家，北京航空航天大学教授。

## 生平
1948年毕业于国立西北工学院航空系。1952年哈尔滨工业大学研究生毕业。1991当选为中国科学院学部委员（院士）。